# Ochlerotatus
Ochlerotatus is een geslacht van muggen uit de familie van de steekmuggen (Culicidae).

## Soorten
Deze lijst van 266 stuks is mogelijk niet compleet.
- O. aboriginis (Dyar, 1917)
- O. abserratus (Felt & Young, 1904)
- O. aculeatus (Theobald, 1903)
- O. aenigmaticus (Cerqueira & Costa, 1946)
- O. aitkeni (Schick, 1970)
- O. akkeshiensis (Tanaka, 1998)
- O. albescens (Edwards, 1921)
- O. albifasciatus (Macquart, 1838)
- O. albineus (Séguy, 1923)
- O. alboapicus (Schick, 1970)
- O. aloponotum (Dyar, 1917)
- O. alticola (Bonne-Wepster, 1948)
- O. amabilis (Schick, 1970)
- O. ambreensis (Rodhain & Boutonnier, 1983)
- O. andersoni (Edwards, 1926)
- O. angustivittatus (Dyar & Knab, 1907)
- O. annulipes (Meigen, 1830)
- O. antipodeus Edwards, 1920
- O. argyrothorax (Bonne-Wepster & Bonne, 1920)
- O. atactavittatus (Arnell, 1976)
- O. atlanticus (Dyar & Knab, 1906)
- O. auratus (Grabham, 1906)
- O. aurifer (Coquillett, 1903)
- O. auronitens (Edwards, 1922)
- O. australiensis (Theobald, 1910)
- O. bancroftianus (Edwards, 1921)
- O. behningi (Martini, 1926)
- O. bejaranoi (Martinez, Carcavallo & Prosen, 1960)
- O. berlandi (Séguy, 1921)
- O. berlini (Schick, 1970)
- O. bertrami (Schick, 1970)
- O. bicristatus (Thurman & Winkler, 1950)
- O. bimaculatus (Coquillett, 1902)
- O. biocellatus (Taylor, 1915)
- O. biskraensis (Brunhes, 1999)
- O. bogotanus (Arnell, 1976)
- O. braziliensis (Gordon & Evans, 1922)
- O. breedensis (Muspratt, 1953)
- O. brelandi (Zavortink, 1972)
- O. britteni (Marks & Hodgkin, 1958)
- O. buenaventura (Schick, 1970)
- O. burgeri (Zavortink, 1972)
- O. burjaticus (Kuchartshuk, 1973)
- O. burpengaryensis (Theobald, 1905)
- O. caballus (Theobald, 1912)
- O. cacozelus (Marks, 1963)
- O. calcariae (Marks, 1957)
- O. calumnior (Belkin, Heinemann & Page, 1970)
- O. campana (Schick, 1970)
- O. campestris (Dyar & Knab, 1907)
- O. camptorhynchus (Thomson, 1869)
- O. canadensis (Theobald, 1901)
- O. candidoscutellum (Marks, 1947)
- O. cantans (Meigen, 1818)
- O. cantator (Coquillett, 1903)
- O. casali (Schick, 1970)
- O. caspius (Pallas, 1771)
- O. cataphylla (Dyar, 1916)
- O. clelandi (Taylor, 1914)
- O. clivis (Lanzaro & Eldridge, 1992)
- O. coluzzii (Rioux, Guilvard & Pasteur, 1998)
- O. comitatus (Arnell, 1976)
- O. communis (de Geer, 1776)
- O. condolescens (Dyar & Knab, 1907)
- O. continentalis (Dobrotworsky, 1960)
- O. crinifer (Theobald, 1903)
- O. crossi (Lien, 1967)
- O. culiciformis (Theobald, 1905)
- O. cunabulanus (Edwards, 1924)
- O. cyprioides (Danilov & Stupin, 1982)
- O. cyprius (Ludlow, 1920)
- O. chelli Edwards, 1915
- O. chionotum (Zavortink, 1972)
- O. churchillensis (Ellis & Brust, 1973)
- O. dahlae Nielsen, 2009
- O. daliensis (Taylor, 1916)
- O. daryi (Schick, 1970)
- O. decticus (Howard, Dyar & Knab, 1917)
- O. deficiens (Arnell, 1976)
- O. detritus (Haliday, 1833)
- O. diantaeus (Howard, Dyar & Knab, 1913)
- O. diazi (Schick, 1970)
- O. dorsalis (Meigen, 1830)
- O. dufouri (Hamon, 1953)
- O. duplex (Martini, 1926)
- O. dupreei (Coquillett, 1904)
- O. dzeta (Séguy, 1924)
- O. eatoni Edwards, 1916
- O. edgari (Stone & Rosen, 1952)
- O. eidsvoldensis (Mackerras, 1927)
- O. eucephalaeus (Dyar, 1918)
- O. euedes (Howard, Dyar & Knab, 1913)
- O. euiris (Dyar, 1922)
- O. euplocamus (Dyar & Knab, 1906)
- O. excrucians (Walker, 1856)
- O. explorator (Marks, 1964)
- O. fitchii (Felt & Young, 1904)
- O. flavescens (Müller, 1764)
- O. flavifrons (Skuse, 1889)
- O. fryeri (Theobald, 1912)
- O. fulvus (Wiedemann, 1828)
- O. gabriel (Schick, 1970)
- O. galindoi (Schick, 1970)
- O. gracilelineatus (Bonne-Wepster, 1937)
- O. grossbecki (Dyar & Knab, 1906)
- O. gutzevichi (Dubitsky & Deshevykh, 1978)
- O. hakusanensis (Yamaguti & Tamaboko, 1954)
- O. harrisoni (Muspratt, 1953)
- O. hastatus (Dyar, 1922)
- O. hendersoni (Cockerell, 1918)
- O. hesperonotius (Marks, 1959)
- O. heteropus (Dyar, 1921)
- O. hexodontus (Dyar, 1916)
- O. hodgkini (Marks, 1959)
- O. hokkaidensis (Tanaka, Mizusawa & Saugstad, 1979)
- O. homoeopus (Dyar, 1922)
- O. hungaricus (Mihályi, 1955)
- O. idanus (Schick, 1970)
- O. imperfectus (Dobrotworsky, 1962)
- O. impiger (Walker, 1848)
- O. implicatus (Vockeroth, 1954)
- O. impostor (Schick, 1970)
- O. incomptus (Arnell, 1976)
- O. increpitus (Dyar, 1916)
- O. inexpectatus (Bonne-Wepster, 1948)
- O. infirmatus (Dyar & Knab, 1906)
- O. insolitus (Coquillett, 1906)
- O. intermedius (Danilov & Gornostaeva, 1987)
- O. intrudens (Dyar, 1919)
- O. jacobinae (Serafim & Davis, 1933)
- O. jorgi (Carpintero & Leguizamón, 2000)
- O. juppi (McIntosh, 1973)
- O. kasachstanicus (Gutsevich, 1962)
- O. keefei (King & Hoogstraal, 1946)
- O. knabi (Coquillett, 1906)
- O. kompi (Vargas & Downs, 1950)
- O. koreicoides (Sasa, Kano & Hayashi, 1950)
- O. krymmontanus (Alekseev, 1989)
- O. lasaensis (Meng, 1962)
- O. lauriei Carter, 1920
- O. lepidonotus Edwards, 1920
- O. lepidus (Cerqueira & Paraense, 1945)
- O. leucomelas (Meigen, 1804)

- O. linesi (Marks, 1964)
- O. longifilamentus (Su & Zhang, 1988)
- O. luteifemur (Edwards, 1926)
- O. macintoshi (Marks, 1959)
- O. mallochi (Taylor, 1944)
- O. martineti (Senevet, 1937)
- O. mcdonaldi (Belkin, 1962)
- O. melanimon (Dyar, 1924)
- O. meprai (Martínez & Prosen, 1953)
- O. mercurator (Dyar, 1920)
- O. metoecopus (Dyar, 1925)
- O. milleri (Dyar, 1922)
- O. mitchellae (Dyar, 1905)
- O. monocellatus (Marks, 1948)
- O. montchadskyi (Dubitsky, 1968)
- O. multiplex (Theobald, 1903)
- O. nevadensis (Chapman & Barr, 1964)
- O. nigrinus (Eckstein, 1918)
- O. nigripes (Zetterstedt, 1838)
- O. nigrithorax (Macquart, 1847)
- O. nigrocanus (Martini, 1927)
- O. nigromaculis (Ludlow, 1906)
- O. niphadopsis (Dyar & Knab, 1918)
- O. nivalis (Edwards, 1926)
- O. niveoscutum (Zavortink, 1972)
- O. normanensis (Taylor, 1915)
- O. nubilus (Theobald, 1903)
- O. obturbator (Dyar & Knab, 1907)
- O. oligopistus (Dyar, 1918)
- O. oreophilus Edwards, 1916
- O. patersoni (Shannon & del Ponte, 1928)
- O. pectinatus (Arnell, 1976)
- O. peipingensis (Feng, 1938)
- O. pennai (Antunes & Lane, 1938)
- O. perkinsi (Marks, 1949)
- O. pertinax (Grabham, 1906)
- O. phaecasiatus (Marks, 1964)
- O. phaeonotus (Arnell, 1976)
- O. pionips (Dyar, 1919)
- O. plagosus (Marks, 1959)
- O. podographicus (Dyar & Knab, 1906)
- O. postspiraculosus (Dobrotworsky, 1961)
- O. procax Skuse, 1889
- O. provocans (Walker, 1848)
- O. pseudonormanensis (Marks, 1949)
- O. pulcritarsis (Rondani, 1872)
- O. pullatus (Coquillett, 1904)
- O. punctodes (Dyar, 1922)
- O. punctor (Kirby, 1837)
- O. purpuraceus (Brug, 1932)
- O. purpureifemur (Marks, 1959)
- O. purpuriventris (Edwards, 1926)
- O. quasirubithorax (Theobald, 1910)
- O. quasirusticus (Torres Cañamares, 1951)
- O. ratcliffei (Marks, 1959)
- O. raymondi (del Ponte, Castro & Garcia, 1951)
- O. refiki (Medschid, 1928)
- O. rempeli (Vockeroth, 1954)
- O. rhyacophilus (da Costa Lima, 1933)
- O. riparioides (Su & Zhang, 1987)
- O. riparius (Dyar & Knab, 1907)
- O. roai (Belkin, 1962)
- O. rubiginosus (Belkin, 1962)
- O. rusticus (Rossi, 1790)
- O. sagax (Skuse, 1889)
- O. sandrae (Zavortink, 1972)
- O. sapiens (Marks, 1964)
- O. scapularis (Rondani, 1848)
- O. scutellalbum (Boshell-Manrique, 1939)
- O. schicki (Zavortink, 1972)
- O. schizopinax (Dyar, 1929)
- O. schroederi (Schick, 1970)
- O. schtakelbergi (Shingarev, 1928)
- O. sedaensis (Lei, 1989)
- O. sergievi (Danilov, Markovich & Proskuryakova, 1978)
- O. serratus (Theobald, 1901)
- O. shannoni (Vargas & Downs, 1950)
- O. silvestris (Dobrotworsky, 1961)
- O. simanini (Gutsevich, 1966)
- O. sinkiangensis (Hsiao, 1977)
- O. sintoni (Barraud, 1924)
- O. sollicitans (Walker, 1856)
- O. spencerii (Theobald, 1901)
- O. spilotus (Marks, 1963)
- O. squamiger (Coquillett, 1902)
- O. stanleyi (Peters, 1963)
- O. sticticus (Meigen, 1838)
- O. stigmaticus (Edwards, 1922)
- O. stimulans (Walker, 1848)
- O. stramineus (Dubitzky, 1970)
- O. stricklandi Edwards, 1912
- O. subalbirostris (Klein & Marks, 1960)
- O. subauridorsum (Marks, 1948)
- O. subdiversus (Martini, 1926)
- O. suffusus (Edwards, 1922)
- O. sumidero (Schick, 1970)
- O. surcoufi (Theobald, 1912)
- O. synchytus (Arnell, 1976)
- O. taeniorhynchus (Wiedemann, 1821)
- O. tahoensis (Dyar, 1916)
- O. tehuantepec (Schick, 1970)
- O. terrens (Walker, 1856)
- O. thelcter (Dyar, 1918)
- O. theobaldi (Taylor, 1914)
- O. thibaulti (Dyar & Knab, 1910)
- O. thorntoni (Dyar & Knab, 1907)
- O. tormentor (Dyar & Knab, 1906)
- O. tortilis (Theobald, 1903)
- O. toxopeusi (Bonne-Wepster, 1948)
- O. triseriatus (Say, 1823)
- O. trivittatus (Coquillett, 1902)
- O. tsiliensis (King & Hoogstraal, 1946)
- O. turneri (Marks, 1963)
- O. upatensis (Anduze & Hecht, 1943)
- O. vargasi (Schick, 1970)
- O. ventrovittis (Dyar, 1916)
- O. versicolor (Barraud, 1924)
- O. vigilax (Skuse, 1889)
- O. vittiger (Skuse, 1889)
- O. washinoi (Lanzaro & Eldridge, 1992)
- O. wasselli (Marks, 1947)
- O. zavortinki (Schick, 1970)
- O. zoosophus (Dyar & Knab, 1918)